# Julianus Wagemans
Julianus Wagemans (4 agosto 1890 – 2 maggio 1965) è stato un ginnasta belga.

## Palmarès

### Olimpiadi
- 1 medaglia:
  - 1 argento (Anversa 1920 nel concorso a squadre)